# Calpet
Calpet era un lugar designado por el censo (en inglés, census-designated place, CDP) situado en el condado de Sublette, Wyoming, Estados Unidos. Según el censo de 2000, en ese momento tenía 7 habitantes.
Fue disuelto por la Oficina del Censo para el censo de 2010.

## Geografía
Estaba situado en las coordenadas 42°17′0″N 110°16′24″O / 42.28333, -110.27333. Según la Oficina del Censo, tenía un área total de 12,0 km ², correspondientes en su totalidad a tierra firme.

## Demografía
Según el censo del 2000, había 7 personas, 3 hogares y 2 familias que residían en el CDP. La densidad de población era de 0.6/km ². La totalidad de los habitantes eran blancos.
Había 3 hogares de los cuales el 66,7% tenían niños menores de 18 años que vivían con ellos, el 33,3% eran parejas casadas que vivían juntas, y el 33,3% no eran familias. No había ninguna persona anciana de 65 años de edad o más.
El 28.6% eran menores de 18 años y el 71,4% tenían entre 45 y 64 años. La edad media era de 50 años. Por cada 100 mujeres había 250 varones. Por cada 100 mujeres mayores de 18 años, había 150 varones.
Los ingresos medios de los hogares eran de $ 53,750 y los ingresos medios de las familias eran de $ 53.750. Los hombres tenían ingresos medios por $ 43.750 contra los $ 11.250 que percibían las mujeres. Los ingresos per cápita eran de $ 17.067. No había ningún habitante por debajo del umbral de pobreza.